# Kruchaweczka czerwonobrązowa
Kruchaweczka czerwonobrązowa (Psathyrella olympiana (A.H. Sm.) – gatunek grzybów należący do rodziny kruchaweczkowatych (Psathyrellaceae).

## Systematyka i nazewnictwo
Pozycja w klasyfikacji według Index Fungorum: Psathyrella, Psathyrellaceae, Agaricales, Agaricomycetidae, Agaricomycetes, Agaricomycotina, Basidiomycota, Fungi.
Synonimy”:
- Psathyrella amstelodamensis Kits van Wav. 1971
- Psathyrella olympiana f. amstelodamensis (Kits van Wav.) Kits van Wav. 1985
- Psathyrella olympiana f. caespitosa Kits van Wav. 1985

Polską nazwę zaproponował Władysław Wojewoda w 2003 r.

## Występowanie
Znane jest występowanie Psathyrella olympiana w Ameryce Północnej, Europie i w Japonii. Władysław Wojewoda w swoim zestawieniu grzybów wielkoowocnikowych Polski w 2003 r. podaje tylko jedno stanowisko (Janusz Bogdan Faliński, 1997, Białowieski Park Narodowy. W uwagach dodaje, że rozprzestrzenienie i stopień zagrożenia tego gatunku w Polsce nie są znane. Kilka bardziej aktualnych stanowisk podaje internetowy atlas grzybów. Kruchaweczka czerwonobrązowa znajduje się w nim na liście gatunków zagrożonych i wartych objęcia ochroną. 
Saprotrof. Występuje w lesie, na obrzeżach lasu lub w jego pobliżu, na ziemi, na resztkach drewna.

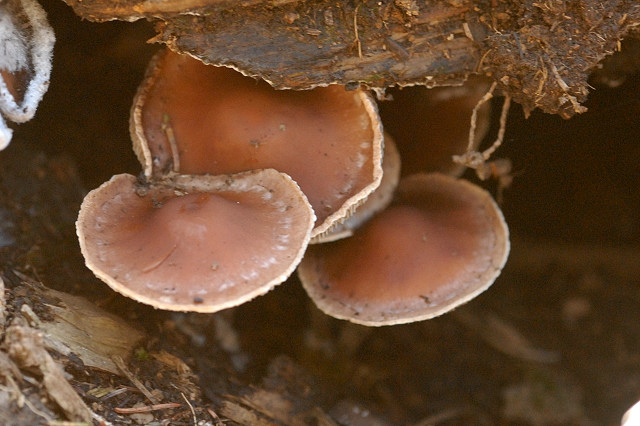